# Stompe erwtenmossel
De stompe erwtenmossel (Euglesa obtusalis) is een kleine, in zoetwater levende tweekleppigensoort uit de familie van de Sphaeriidae. De wetenschappelijke naam van de soort werd in 1818 voor het eerst geldig gepubliceerd door Jean-Baptiste de Lamarck. Deze soort is inheems in Europa en komt ook in Nederland voor.

## Beschrijving
De 2,5-3,5 mm grote schelp van de stompe erwtenmossel is erg opgezwollen. Het heeft een hoekig-ovale vorm met brede, afgeronde umbo's die zich achter het middelpunt bevinden. Het oppervlak (periostracum) is glanzend met fijne concentrische strepen. In de schaal zijn talrijke poriën zichtbaar. De kleur is witachtig tot geelachtig, vaak bedekt met een roodbruine aanslag.
Euglesa:
casertana · 
compressa · 
conventus · 
edlaueri · 
globularis · 
henslowana · 
hinzi · 
lilljeborgi · 
maasseni · 
pulchella · 
subtruncata · 
waldeni

Odhneripisidium:
annandalei · 
moitessierianum · 
stewarti · 
tenuilineatum

Musculium:
lacustre · 
†subtile · 
transversum

Pisidium:
amnicum · 
†clessini · 
hibernicum · 
milium · 
nitidum · 
obtusalis · 
obtusale obtusale · 
obtusale lapponicum · 
personatum · 
pseudosphaerium · 
supinum

Sphaerium:
asiaticum · 
corneum · 
†icenicum · 
nitidum · 
nucleus · 
ovale · 
rivicola · 
†rosmalense · 
solidum · 
†subsolidum